# Тихомир Яковина
Тихомир Яковина (хорв. Tihomir Jakovina; нар. 21 червня 1967, Славонський Брод) — хорватський політик, член СДПХ, міністр сільського господарства в лівоцентристському уряді Зорана Мілановича з кінця 2011 до початку 2016 року.

## Життєпис
Добровольцем вступив у спеціальний підрозділ поліції в Сісаку, Воював у Вітчизняній війні з 1991 по 1993 рік. Закінчив 1993 року агрономічний факультет Загребського університету, а з 1995 по 2001 р. працював директором підприємства «Argocentar Tj-prom d.o.o». 1999 р. вступив у СДПХ і був одним із її провідних членів у Бродсько-Посавській жупанії. У 2001 р. його обрали головою громади Буковлє, яким він залишався до призначення на посаду міністра.
Одружений із депутаткою хорватського парламенту Сандрою Петрович-Яковиною. Її включення до списку кандидатів від СДПХ на виборах у Європарламент від Хорватії 2013 р., на яких вона була обрана, розцінювалося частиною хорватської громадськості як непотизм.